# Abdus Ibrahim
Abdus Ibrahim (Dire Dawa (Ethiopië), 15 augustus 1991) is een Amerikaans voetballer uit Richfield (Minnesota). Hij werd gekozen in de tweede ronde van het MLS SuperDraft in 2007 door FC Dallas. Hij maak ook deel uit van het Amerikaans voetbalelftal onder de 17. Dat team verloor van Duitsland en eindigde bij de laatste 16 van het WK onder de 17 in Zuid-Korea.
2 Munjoma ·
3 Martínez ·
4 Bressan ·
5 Quignón ·
6 Cerrillo ·
7 Obrien ·
8 Acosta ·
9 Ferreira ·
10 Ricaurte ·
11 Schön ·
12 Hollingshead ·
14 Burgess ·
16 Pepi ·
17 Vargas ·
18 Servania ·
19 Pomykal ·
20 Maurer ·
21 ElMedkhar ·
22 Twumasi ·
24 Hedges ·
25 Smith ·
26 Nelson ·
28 Redžić ·
29 Jara ·
30 Zobeck ·
31 Sealy ·
32 Che ·
80 Hernandez ·
99 Megiolaro ·
Coach: Gonzalez
· Assistent-coach: Luccin